# Буфало великоротий
Буфало великоротий (Ictiobus cyprinellus) — риба родини чукучанових (Catostomidae).

## Розповсюдження
Ендемік водойм Північної Америки. Зустрічається у річках та озерах басейну Міссісіпі та Саскачевану. У 70-х роках XX сторіччя завезений до СРСР як перспективний об'єкт рибогосподарства. Розселився у річках та озерах України.

## Будова
Довжина тіла до 120 см, вага до 45 кг. Зазвичай довжина 40—45 см, вага — 1,5 кг. Зовнішнім виглядом нагадує карася, але має більшу голову з масивним високим лобом. Тіло високе, вкрите великою лускою. Глоткові зуби однорядні, численні, понад 10 з кожного боку. Навколо рота м'ясисті губи. Зяброві тичинки численні, понад 100 на першій зябровій дузі. Забарвлення може відрізнятись залежно від водойми. Спина темно-сіра або оливко-бронзова, боки світліші, черево жовтувате або біле, плавці зазвичай коричнево-сірі. Риби, які мешкають в каламутній воді мають жовтувате забарвлення, в чистій воді — оливково-сині.

## Спосіб життя
Теплолюбна риба. Гарно пристосований для життя у каламутній воді. Віддає перевагу неглибоким (до 5 м) ділянкам водойм з уповільненою течією або стоячою водою. Влітку ведуть зграйний спосіб життя, в спекотні дні тримаються густих заростей рослин біля поверхні. Живляться переважно зоопланктоном, також дрібними бентичними безхребетними, в рибних господарствах можуть споживати комбікорм. Росте швидко, високопродуктивний вид. У першу осінь молодь досягає довжини до 10 см, річні особини — до 18 см. Довго живуть — найстарший представник цього виду мав вік у 112 років.

## Розмноження
Самці досягають статевої зрілості на 3-му році життя при довжині 30—35 см, самиці на 4—5-му році при довжині 40—45 см. Нерест з першої половини березня до кінця літа при температурі води 14,4—16,7 °C. Ікру відкладає на рослини.

## Значення
Є перспективним об'єктом для вирощування у ставках, завдяки швидкому росту та невибагливості до умов існування.

## Рекордні екземпляри
2020 року рибалка з американського штату Пенсільванія Нік Лорер зловив великоротого буфало завдовжки близько 1 метра і масою 18 кг.